# Paulo Sérgio Passos
Paulo Sérgio Oliveira Passos GOMM (Muritiba, 13 de dezembro de 1950) é um economista e político brasileiro filiado ao Partido Liberal (PL). Foi ministro dos Transportes do Brasil, cargo que ocupou em quatro oportunidades.

## Biografia
Servidor da carreira de Planejamento e Orçamento, é considerado uma das maiores autoridades públicas no setor de transportes.[carece de fontes?] Graduado em Ciências Econômicas pela Universidade Federal da Bahia e Pós-Graduado pela Fundação Getulio Vargas (FGV), mudou-se para Brasília no início da década de 70, logo após ingressar no serviço público. Casado há mais de 35 anos com a cantora, instrumentista e compositora Rosa Passos, Paulo é pai de três filhos.

### Ministério dos Transportes
Após trilhar carreira como servidor público, em abril de 2004 foi escolhido pelo presidente Luiz Inácio Lula da Silva a suceder Keiji Takashiro como secretário-executivo do Ministério dos Transportes, sob liderança de Anderson Adauto e posteriormente Alfredo Nascimento. Em 2005, foi admitido pelo presidente à Ordem do Mérito Militar no grau de Grande-Oficial especial.
Em 31 de março de 2006, foi nomeado por Lula ministro dos Transportes, sucedendo Alfredo Nascimento. Sucedeu-o como secretário-executivo do ministério Miguel Mário Bianco Masella. Ocupou a posição até 29 de março de 2007.
Foi homenageado como o Ferroviário do Ano 2009 do Prêmio Revista Ferroviária. Passos é o principal interlocutor do setor ferroviário no ministério e trabalhou no Plano Nacional de Logística e Transportes e Plano Nacional de Viação, estudos que viriam a traçar a nova malha brasileira em bitola larga, com 11 mil km de extensão.
Em março de 2010, voltou a assumir a pasta, substituindo Alfredo Nascimento, que voltaria ao cargo em 2011, nomeado pela presidente Dilma Rousseff.
Em 6 de julho de 2011, assumiu interinamente com a saída de Alfredo Nascimento. Em 11 de julho, foi efetivado no cargo.
Em 2 de abril de 2013, deixou o cargo de ministro dos Transportes, quando foi substituído por César Borges.
Ocupou, então, o cargo de diretor-presidente da Empresa de Planejamento e Logística, cuja função é estruturar e qualificar, por meio de estudos e pesquisas, o processo de planejamento integrado de logística no país, interligando rodovias, ferrovias, portos, aeroportos e hidrovias.
Voltou a assumir o Ministério dos Transportes, em 26 de junho de 2014, após a saída de César Borges.